# Usanus stonei
Usanus stonei är en insektsart som beskrevs av Delong 1947. Usanus stonei ingår i släktet Usanus och familjen dvärgstritar. Inga underarter finns listade i Catalogue of Life.